# 新美若奈
新美 若奈（にいみ わかな、1983年 - ）は、日本の元アイドル。『とんねるずのみなさんのおかげでした』で活動した野猿の妹分「女猿」のメンバー。「アライバル」に所属していた。

## 略歴
- 愛知県出身。作曲家の後藤次利は縁戚。
- 2000年、フジテレビ系「とんねるずのみなさんのおかげでした」内で行われた「女猿オーディション」にて、1万6千通を超える応募者の中から合格。オーディションでは、EARTHの「time after time」を歌い、目標とする歌手として浜崎あゆみを挙げていた。女猿は2004年に解散。
- 女猿としての活動開始後、同番組内のコーナー「モジモジくんHYPER」にアシスタントとして2000年から2003年6月頃まで出演していた。

## 主な出演番組

### テレビ
- とんねるずのみなさんのおかげでした（フジテレビ系）